# مبرهنة لامي

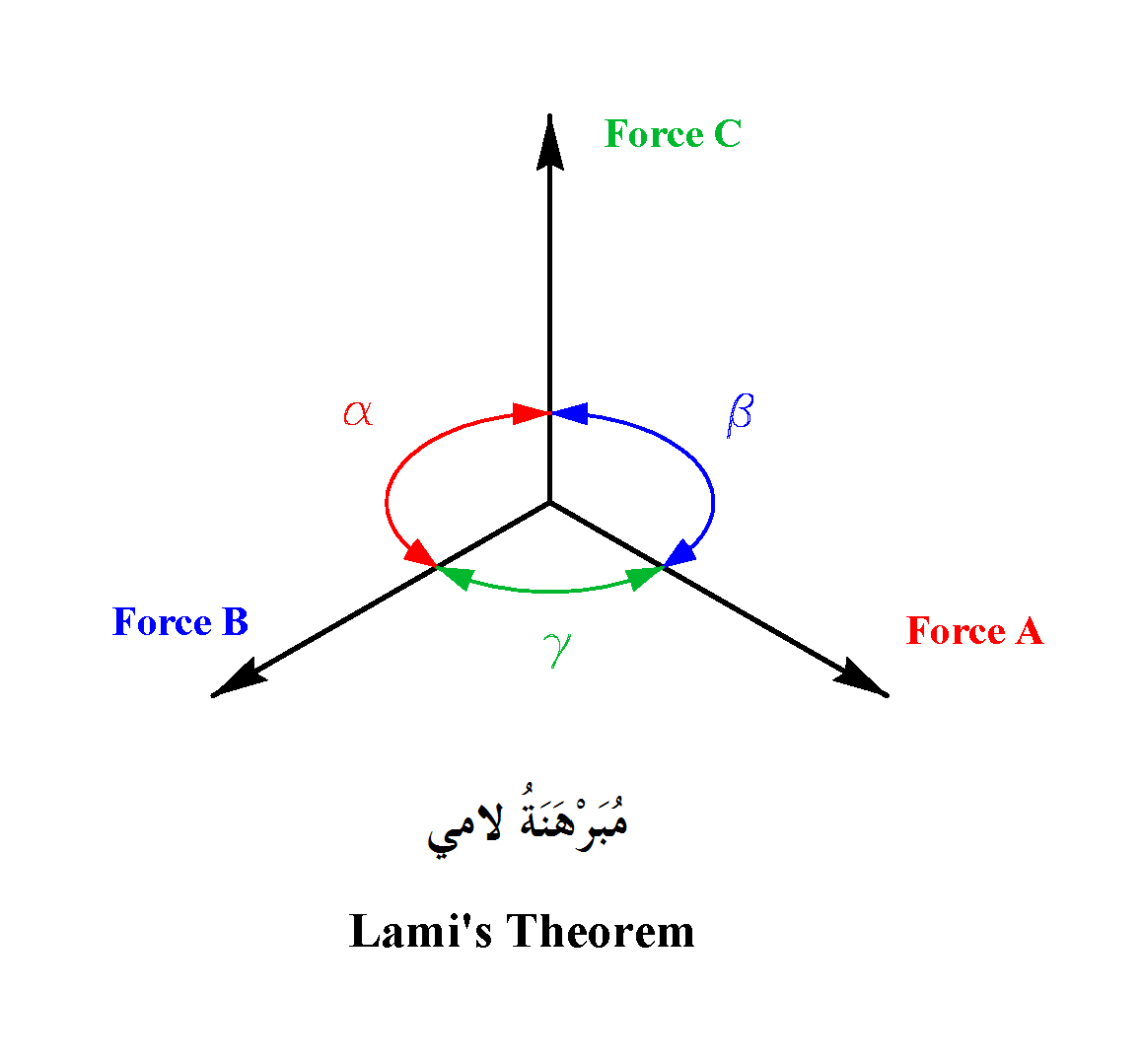

في الاستاتيكا، تنص مبرهنة لامي على أنه «إذا اتزنت ثلاث قوى مستوية ومتلاقية في نقطة واحدة فإن مقدار كل قوة يتناسب مع جيب الزاوية المحصورة بين القوتين الأخرتين».
{\displaystyle {\frac {A}{\sin(\alpha )}}={\frac {B}{\sin(\beta )}}={\frac {C}{\sin(\gamma )}}}
حيث A، B وC هي مقدار القوى العاملة عند نقطة P، بينما α وβ وγ هي الزواية المقابلة للقوى A وB وC على الترتيب.